# Polycyrtus albispina
Polycyrtus albispina là một loài tò vò trong họ Ichneumonidae.